# Црква Светог великомученика Димитрија у Дивићу
Црква Светог великомученика Димитрија је православна црква у месту Дивић, жупанија Караш-Северин, Румунија. Припада Епархији темишварској Српске православне цркве. 

## Историја
Радови на храму су започети 1935. године, када је Дивић постао засебна цркнвена општина. Већ наредне године зграда је била покривена али због стечаја банке у којој је био новац за градњу цркве уложен, радови нису настављени. Потом су уследиле ратне и послератне године, тако да је градња завршета тек 1955. године. Тада је осликана олтарска преграда, а намештај је пренет из српске православне цркве у Темишвару. Црква је освећена 1987. године.
Здање има облик крста, чији бочни краци израњају из зидова нагло, под правим углом. Висина зидова до крова је у несразмери са висином торња, који се уздиже над отвореним предворјем, приљубљен уз западну фасаду. До висине крова торањ је квадратног пресека, потом прелази у осмоугаоник и завршава се кружном калотом. У торњу су смештена два звона. Поред храмовне славе, мештани обележавају празник Силаска Светог Духа, на други дан Духова.

## Иконостас
На иконостасу је радио сликар Франц Вајнхепл из Белобрешке. Приказане су у соклу Жртва Аврамова, Стварање Адама и Еве, Изгон из Раја, Каин убија Авеља, двери нема, престоне иконе Свети Димитрије, Богородица, Спаситељ и Претеча, изнад царских двери Тајна вечера, празничне иконе Рођење, Крштење, Васкрсење, Преображење и Вазнесење Христово, Силазак Светог Духа, централна икона Света Тројица, бочно од ње регистар апостолских икона и у луку тематски склоп Распећа и шест икона пророка.